# Li Jiaping
Det här är en artikel om en person med kinesiskt personnamn; Li är familjenamnet.
Li Jiaping, född 29 maj 2004, är en kinesisk simmare.

## Karriär
Vid långbane-VM 2023 i Fukuoka var Li en del av Kinas kapplag som tog brons på 4×200 meter frisim.